# Бакли (Вашингтон)
Бакли (енгл. Buckley) град је у америчкој савезној држави Вашингтон. По попису становништва из 2010. у њему је живело 4.354 становника.

## Демографија
Према попису становништва из 2010. у граду је живело 4.354 становника, што је 209 (5,0%) становника више него 2000. године.
| Група             | 2000.         | 2010.         |
| Белци             | 3.848 (92,8%) | 3.999 (91,8%) |
| Афроамериканци    | 26 (0,6%)     | 26 (0,6%)     |
| Азијати           | 32 (0,8%)     | 34 (0,8%)     |
| Хиспаноамериканци | 75 (1,8%)     | 133 (3,1%)    |
| Укупно            | 4.145         | 4.354         |